# HIV의 유전체와 구조

비리온 상태의 HIV 구조를 나타낸 다이어그램

HIV의 유전체와 구조는 1983년 이 바이러스의 발견 이래 광범위하게 연구되어 왔다. 연구 초기에는 인간 T세포 백혈병 바이러스(Human T-cell leukemia virus, HTLV)의 하나로 여겨져 왔으나, 파스퇴르 연구소에서 AIDS를 일으키는 병원체로 레트로바이러스의 일종인 이 바이러스를 분리해 내고 인간면역결핍 바이러스(Human Immunodeficiency Virus, HIV)로 이름을 붙였다. 비리온 상태의 HIV는 바이러스 외피 안에 두 개의 RNA 유전체와 몇 개의 효소가 캡시드로 둘러싸여 있다. HIV는 AIDS 발병의 첫 사례가 알려진 지 2년 뒤에 발견되었다.

## 구조

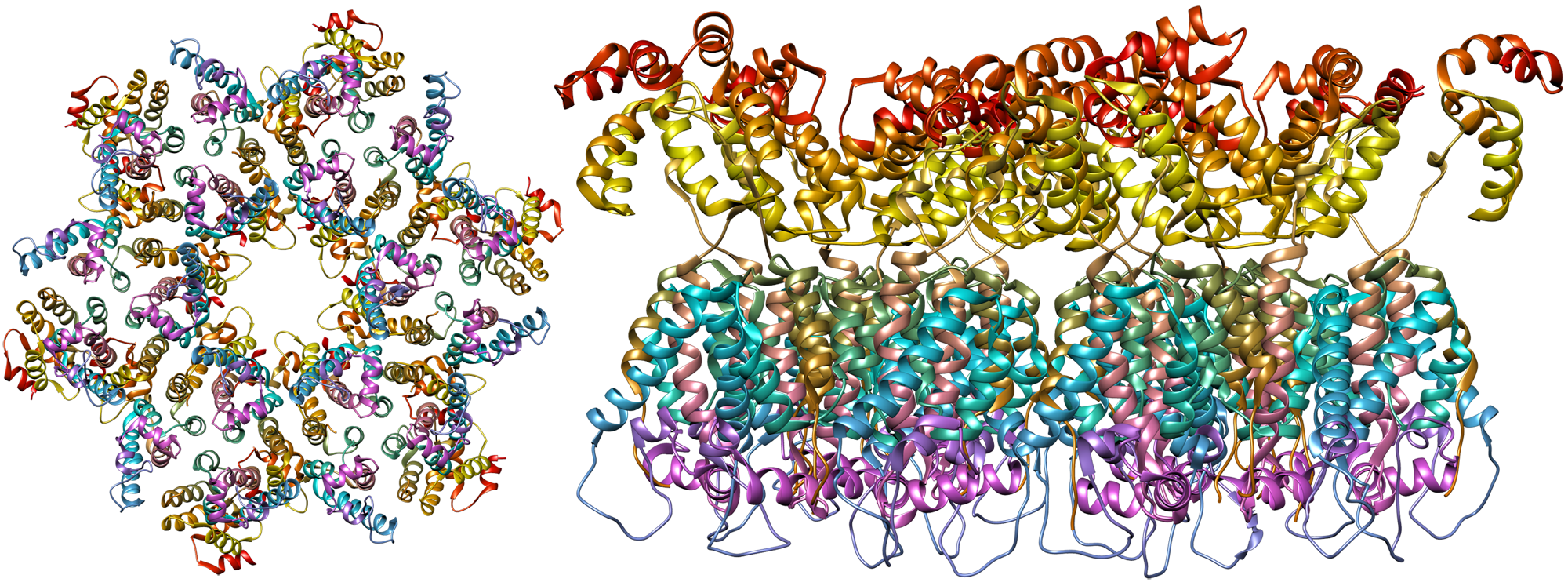
HIV-1의 캡시드.

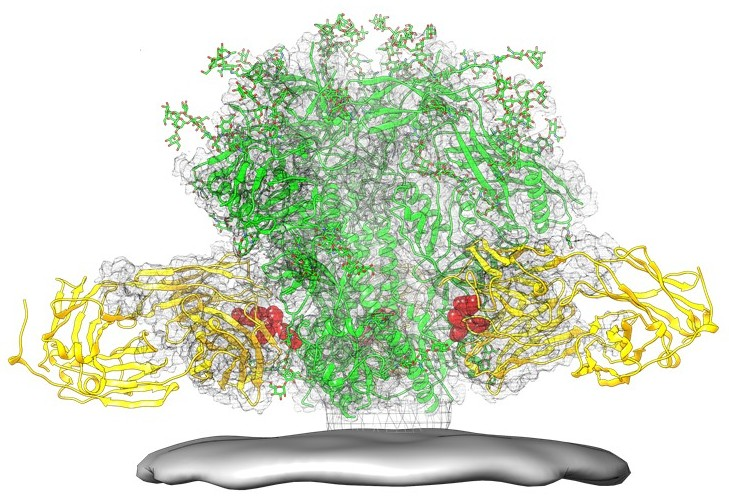
HIV 바이러스 외피의 다이어그램. 녹색은 스파이크단백질, 빨간색은 항원 결정기, 노란색은 중화 항체에 결합되어 융해된 팹티드이다.

감영성 비리온 상태의 HIV-1(제1형 인간면역결핍 바이러스)를 이용하여 유전체 전체를 단일 뉴클레오티드 단위로 분석하면 HIV 유전체는 몇 개의 바이러스 단백질의 생성을 지시하고 있다. 이 HIV 단백질들은 숙주 세포의 단백질이 바이러스 복제 과정을 돕도록 조종한다.
HIV는 다른 레트로바이러스와는 다른 구조를 지니고 있다. HIV의 크기는 100 nm이하로 가장 안쪽의 갭시드에 두 벌의 RNA와 역전사 효소, 통합효소, 단백질분해효소 그리고 몇 개의 작은 단백질을 지니고 있다. 유전체인 RNA는 바이러스 복제에 필수적인 8개의 바이러스 단백질의 생성을 위한 유전 부호를 담고 있다.
HIV-1의 RNA는 외가닥으로 되어 있으며 공유 결합이 없고 RNA 스플라이싱도 하지 않으며 역전사에서 1대 1의 전사가 이루어지는 포지티브 센스를 보인다. 이를 둘러싼 원뿔 모양의 캡시드는 p24 캡시드 단백질로 이루어져 있어 전형적인 렌티바이러스의 특징을 보인다. HIV는 두 벌의 유전체를 지니고 있지만 숙주 세포에 침입하여 복제할 때는 하나의 DNA로 역전사된다. 이를 유사이배성이라고 한다. RNA를 구성하는 뉴클레오타이드는 9,749 개로 5’프라임 말단과 3’말단 그리고 다수의 오픈 리딩 프레임으로 구성되어 있다. 바이러스 복제에서 활성화 되는 것은 오픈 리딩 프레임으로 이를 통해 숙주 세포에 복제에 필요한 바이러스 단백질의 생성을 지시한다.
캡시드 안에 있는 RNA는 한 가닥씩 p7 뉴클레오캡시드 단백질에 단단히 달라붙어 있고 그 뒤에 p6 단백질과 결합한다. 숙주 세포에 침투하여 캡시드가 열리면 함께 들어 있는 효소들이 활성화 되면서 복제가 시작된다. HIV의 바이러스 복제는 역전사와 통합이 중요하게 작용한다. 라이신 tRNA가 마그네슘 의존적인 역전사 과정의 프라이머 역할을 한다. 뉴클레오캡시드는 육량체 마다 분자 하나로 이루어진 유전체 RNA와 결합되어 있고 숙주 세포의 자기 보호 수단인 뉴클레아제가 RNA를 해체하는 것을 막는다. 또한 HIV의 캡시드 안에는 바이러스 전염 인자(Viral infectivity factor, Vif),  R 바이러스 단백질(Viral Protein R, Vpr) 네거티브 조절 인자(Negative Regulatory Factor, Nef)와 같은 바이러스 단백질이 들어있다.
바이러스 외피는 숙주 세포의 세포막에서 기원하여 생성된 바이러스 단백질 p17을 기반으로 하는데 바이러스 복제의 마지막 단계에서 다른 내부 물질들을 싸고 비리온 형태를 만들어 숙주 세포를 떠나 다른 숙주 세포에 침입한다. 비리온 형태의 HIV 표면은 gp120과 gp41 등의 당단백질로 되어 있다. 이들 당단백질은 CD4나 CCR5와 같은 숙주 세포의 수용기에 결합하여 숙주 세포에 침입할 통로를 만들 수 있는 표지가 된다. HIV의 외피가 숙주 세포의 세포막에서 기원하였기 때문에 숙주 세포는 HIV의 침입을 자신의 정상적 세포 활동과 구분할 수 없다.
한편 HIV 백신은 HIV 외피의 당단백질인 gp120 와  gp41 을 표적으로 삼는다. HIV 외피의 단백질 삼량체 질량의 절반 이상을 이루는 바이러스 돌기는 N형 결합 당화를 통해 형성되어 있다. 스파이크단백질의 밀도는 기저에 있는 글리칸만큼 높아서 항체 반응을 통해 중화될 수 있다.
돌기를 형성하는 스파이크단백질은 엑스선 결정 분석과 저온전자현미경을 통해 자세히 규명되었다. 이로서 이황화 결합을 통해 HIV-1 외피 돌기의 당단백질인 gp41의 아이소류신을 프롤린으로 대체하여 전염성을 중화시키는 SOSIP가 가능하게 되었다. SOSIP는 스파이크단백질 뿐만 아니라 외피가 형성되는 과정인 미성숙 바이러스의 글리칸에 대해서도 같은 효과를 보인다. 이렇게 재조합된 바이러스 돌기 삼량체는 숙주 세포에서 기원한 기존의 바이러스 외피와는 다른 특징을 보여 항원결정기의 역할을 할 수 있다. 면역 반응에서 제일 선행되는 것은 정상적인 자기 자신과 그렇지 않은 것을 구분하는 항원 인식이기 때문이다.

## 유전체 구성

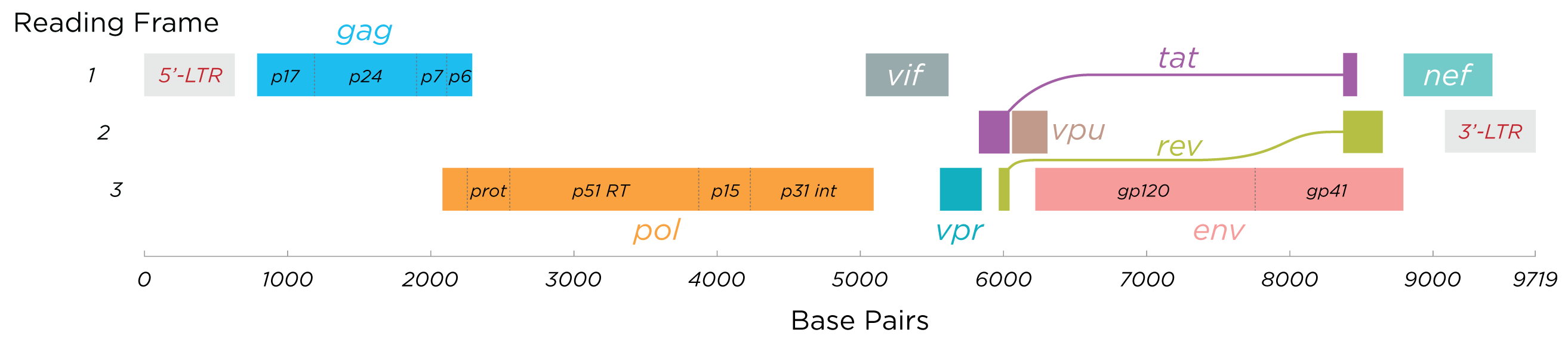
HIV-1의 RNA 유전체 구조

HIV는 모든 레트로바이러스에서 발견되며 몇 개의 중요한 단백질 형성을 지시하는 유전체와 HIV만이 가지고 있는 몇 개의 비구조적 유전체를 포함하고 있다. HIV만 가지고 있는 자잘한 비구조적 유전체는 "액세서리"라고 불린다. 유전자는 모두 9개로 이를 통해 15 종의 단백질을 생성한다. 이들 단백질은 비리온 내부에서 중합효소, 당단백질 등을 형성하는 항원이다. 또한 몇 가지 조절 역할을 하는 보조적인 단백질이 형성된다. HIV-1은 Tat와 Rev 두 개의 중요 조절 인자와 Nef, Vpr, Vif, Vpu 등의 "액세서리" 인자가 있다.
9개의 유전자를 지닌 HIV의 유전체의 크기는 최소 10kb로 유전자는 각기 다른 방식의 RNA 스플라이싱을 통해 발현된다. 스플라이스 되지 않는 유전체의 크기는 9.2kb로 각종 항원 단백질을 생성한다.
| 종류                 | 유전자 이름 | 개시 단백질    | 형성 단백질              |
| -------------------- | ----------- | -------------- | ------------------------ |
| 바이러스 형성 단백질 | gag         | Gag 중합단백질 | MA, CA, SP1, NC, SP2, P6 |
| 바이러스 형성 단백질 | pol         | Pol 중합단백질 | RT, RNase H, IN, PR      |
| 바이러스 형성 단백질 | env         | gp160          | gp120, gp41              |
| 필수 조절 인자       | tat         | Tat            |                          |
| 필수 조절 인자       | rev         | Rev            |                          |
| 엑세서리 조절 인자   | nef         | Nef            |                          |
| 엑세서리 조절 인자   | vpr         | Vpr            |                          |
| 엑세서리 조절 인자   | vif         | Vif            |                          |
| 엑세서리 조절 인자   | vpu         | Vpu            |                          |

### 바이러스 형성 단백질

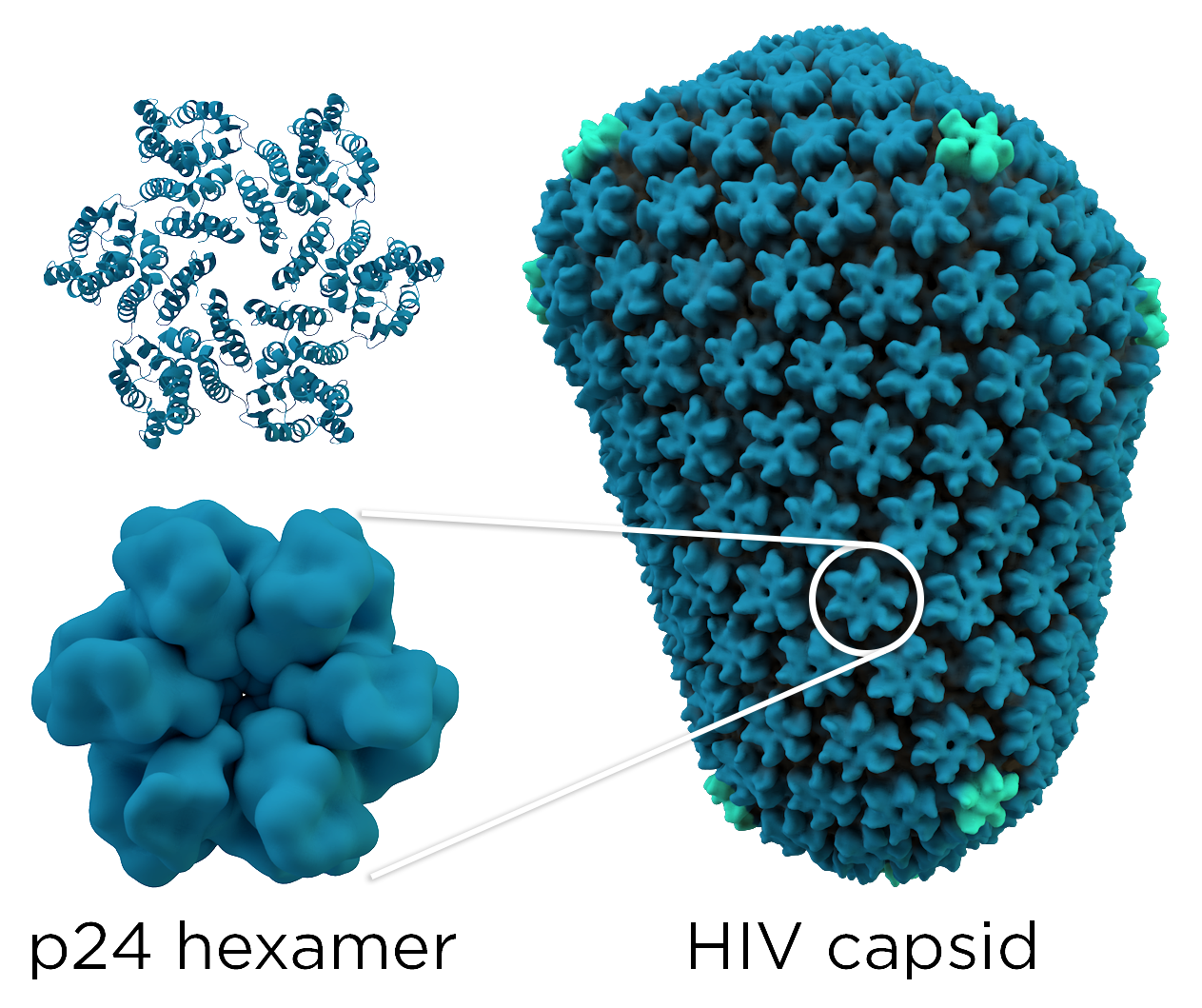
HIV 캡시드의 모습. 약 200 개의 p24 단백질로 구성되어 있다. 확대된 p24의 그림은 위쪽이 탄소 구조를 나타낸 것이고 아래는 등위곡면으로 표현한 것이다.

- gag (그룹 특성 항원) - 일반적인 레트로바이러스의 단백질 p2(레트로바이러스 메트릭스 단백질, MA)가 돌연변이를 일으켜 HIV를 특정할 수 있는 항원이 되었다. 이 외에 캡시드 단백질인 p24, 간격 조절 펩타이드인 SP1과 SP2, 뉴클레오캡시드 단백질인 p7, 그리고 P6 단백질이 특성 항원이 된다.[31]
- pol - 역전사 효소와 리보핵산 H, 통합효소, 단백질분해효소를 만든다.[29] 별다른 역할이 없는 리보핵산 H를 제외하면 이들 효소는 모두 HiV 복제의 핵심적인 역할을 한다.
- env - 봉합(envelope)을 위한 효소이다. 수주 세포의 분해효소를 이용하여 소포체의 퓨린을 당화시켜 당단백질 gp160, 그리고 CD4 수용체에 부착되는 돌기를 형성한다.[27][31]

### 필수 조절 인자
- tat - HIV 전환 활성 인자(HIV trans-activator)이다. 역전사 과정에서 바이러스 RNA를 DNA로 치환하는 mRNA를 형성하는 역할을 한다.[29] HIV 감염 초기 단계에서 결정적인 역할을 한다.[9][29]
- rev - 바이러스 단백질 조절 및 발현 인자(regulator of expression of virion proteins)이다. 아르기닌을 표지자로 삼아 바이러스의 역전사 DNA와 숙주 DNA의 통합 위치를 결정한다.[9][29]

### 엑세서리 조절 인자
- vpr - 렌티바이러스 단백질 R(Lentivirus protein R)은 유전자 발현의 조절을 담당하며 바이러스가 서로 다른 생물종 숙주 사이를 넘나들게 하는 셔틀 벡터이다.[29]
- vif - 바이러스 전염 인자(Viral infectivity factor, Vif)는 HIV 바이러스에서 거의 변이가 없는 매우 높은 수준의 보존 서열으로 23 kDa 크기의 인단백질이다. HIV-1의 전염성과 관련이 깊다.[29]
- nef- 네거티브 조절 인자(negative regulation factor, Nef)는 인단백질과 결합하여 세포막의 미리스트산화를 진행하는 것을 포함하여 바이러스 복제의 여러 단계에 관여한다. 숙주 세포의 세포 자살을 유도하여 전염성을 높이는 것으로 추측되고 있다.[29]
- vpu - 바이러스 단백질 U(Virus protein U, Vpu)는 HIV-1만 가지고 있는 올리고머이다. 숙주 세포의 유비퀴틴과 프로테아좀에 관여하여 CD4 수용기를 분해하고 바이러스의 전염성을 높인다.[9][29]
- tev: HIV-1 가운데 일부에서만 발견된다. tat, env, rev 유전자의 복합체이다. tat과 같은 역할을 하지만 그 외의 바이러스 복제 조절은 거의 하지 않는다.[32]

## RNA 이차구조

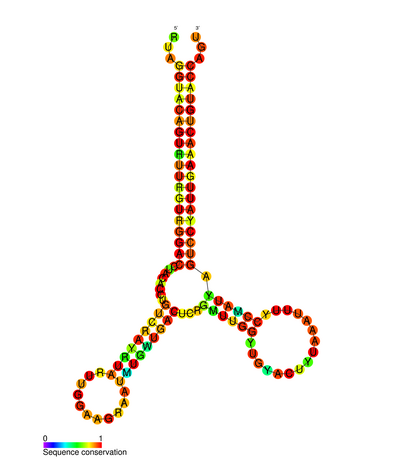
HIV-1의 RNA 이차구조 예측도

다른 RNA들과 같이 HIV의 RNA 역시 한 가닥으로 이루어져 있지만 염기서열들은 전기 음성도에 따른 상호 결합으로 접혀 이차구조를 형성한다. HIV의 유전체 RNA는 3개의 스템-루프 구조를 갖는 것으로 파악되었다. 비리온 상태에서는 스템-루프 구조를 유지하다가 숙주에 침투하여 캡시드가 풀리면 역전사 효소가 결합을 풀고 바이러스 복제를 시작한다.

## V3 루프
HIV의 유전체는 3차 변형 루프(third variable loop, V3 loop)도 갖는 다는 점과 이것이 HIV의 전염성과 연관이 있다는 점이 확인되었지만 정확히 어떤 구조를 이루는 지는 아직 알려져 있지 않다.

## 같이 보기
- HIV/AIDS 연구